# Thindiomyces epiphyllus
Thindiomyces epiphyllus är en svampart som beskrevs av Arendh. & R. Sharma 1983. Thindiomyces epiphyllus ingår i släktet Thindiomyces och familjen Helotiaceae.   Inga underarter finns listade i Catalogue of Life.